# Génie de la Danse
Le Génie de la Danse o Genio de la Danza es una escultura creada por Jean Baptiste Carpeaux en 1872. Forma parte del grupo escultórico La Danse o La Danza, una comisión del arquitecto Charles Garnier  para la fachada de la Ópera de París.

## Historia

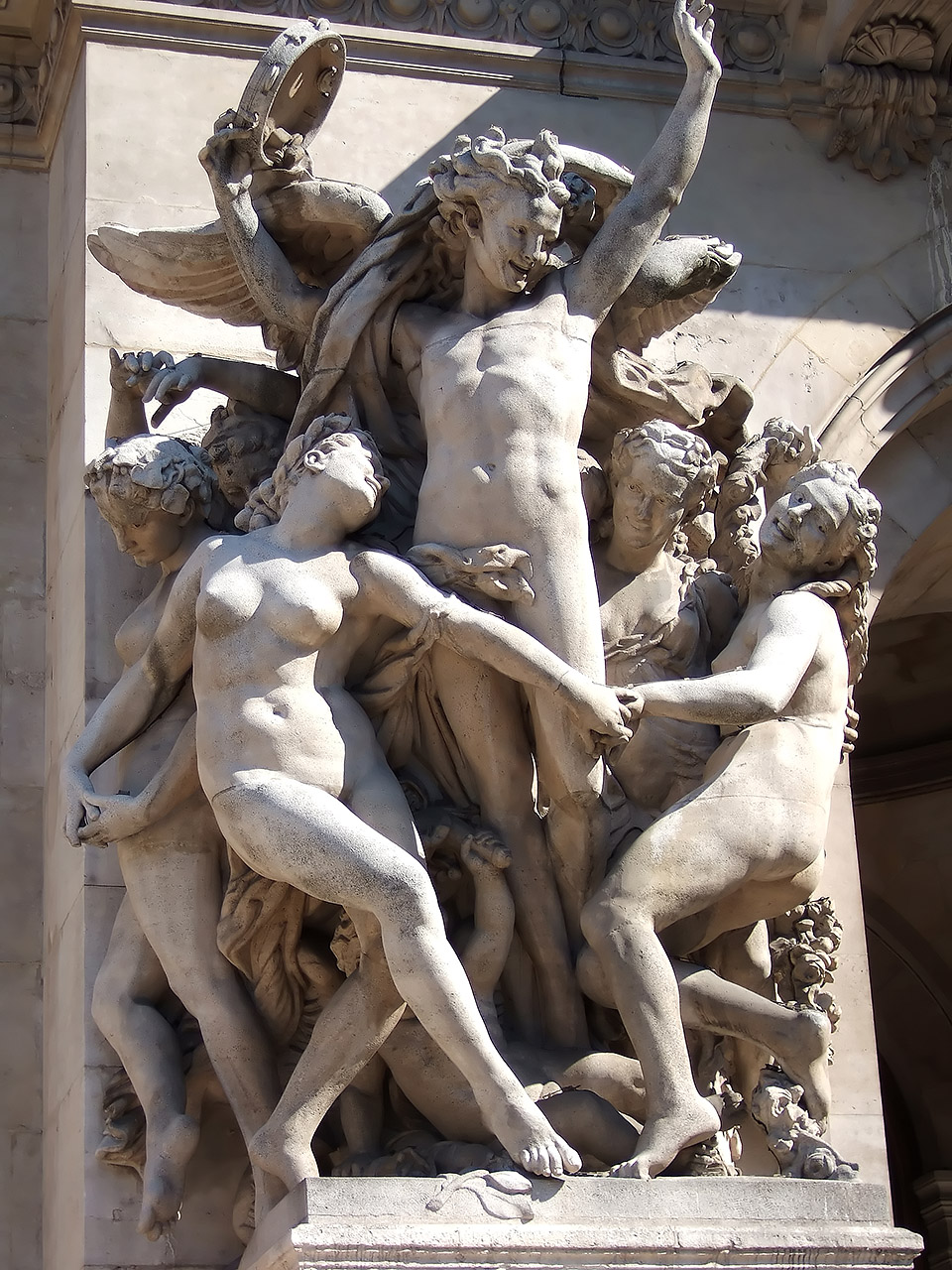
La Danse

En 1863 Charles Garnier comisionó a cuatro artistas para que crearan cuatro grupos de esculturas con temas diferentes, destinadas a decorar la fachada del edificio de la Ópera Garnier en París; Jean Baptiste Carpeaux creó el conjunto escultórico de La Danza para representar el tema de la danza. El Genio de la Danza es parte de este grupo escultórico, creado en 1872.

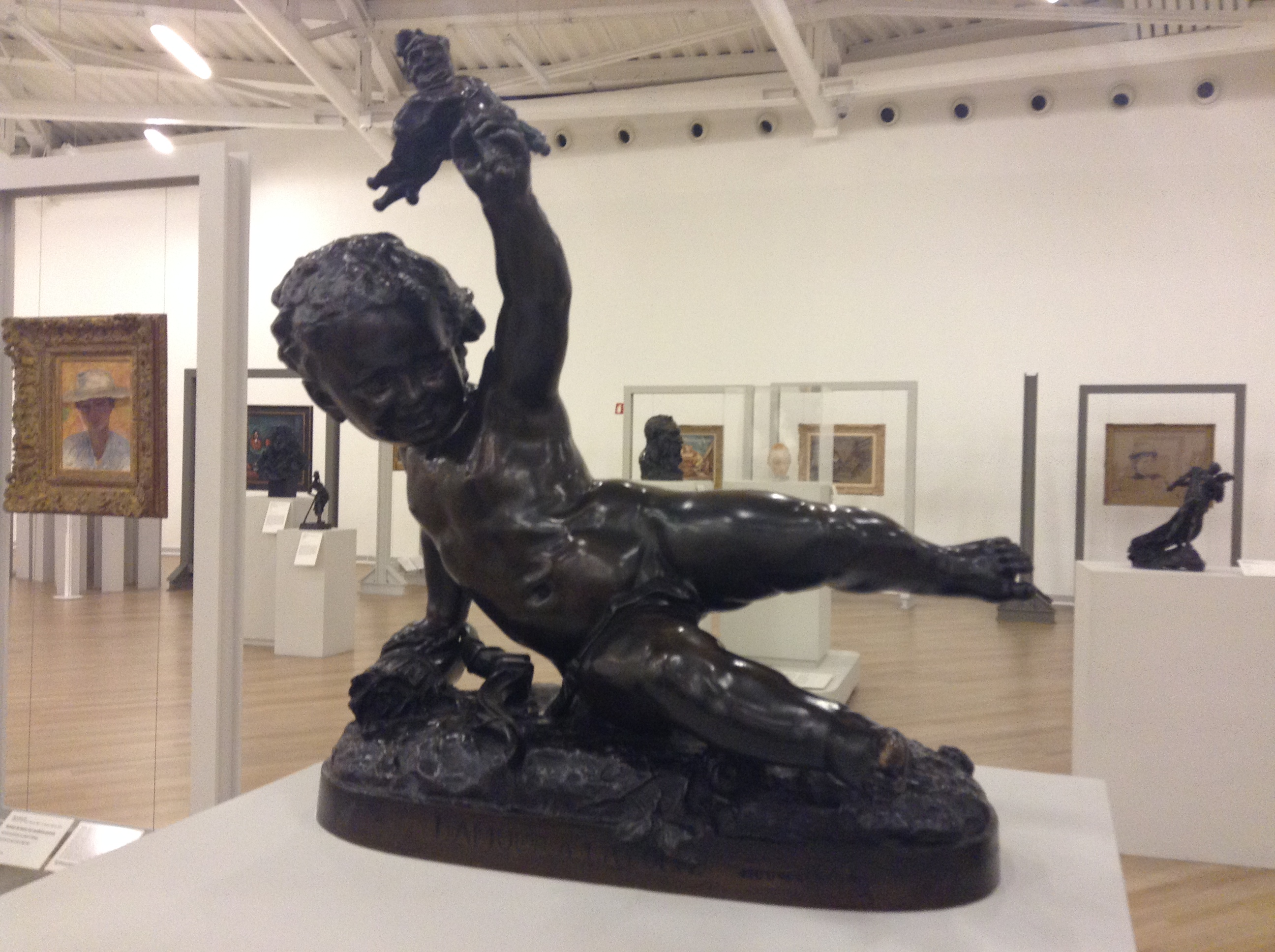
L'amour à la folie

Después de la Guerra franco-prusiana (1870-1871) y con los problemas económicos de esa época, Carpeaux decidió dividir La Danza en al menos tres partes y trabajarlas de manera autónoma: El Genio de la Danza, Amor hasta la locura y Las tres gracias. Estas ediciones fueron más pequeñas y se podían dividir fácilmente gracias a varias articulaciones unidas por pernos, las cuales son cubiertas por rebordes que las hacen casi invisibles.
Al crear el grupo escultórico de La Danza, el objetivo principal de Carpeaux era que la obra mostrara movimiento y fluidez. El Genio de la Danza está compuesta por el Genio, que brinca en su baile al ser inspirado por Eros, que está a sus pies. La obra se enfoca en el clímax de este baile y se ha interpretado como una alegoría a la locura de un poeta inspirado.